# Göteborgs domkyrkas goss- och flickkörer
Göteborgs Domkyrkas Goss- och flickkörer är en del av Musik i Domkyrkans körverksamhet vid Göteborgs domkyrka i Göteborg.
Sammanlagt sjunger cirka 180 barn och ungdomar (2016 års uppgifter) i åldrarna 8-25 år i någon av de sju körgrupperna: 
- Flickkörens aspiranter (nybörjare)
- Yngre flickkören
- Äldre flickkören
- Gosskörens aspiranter (nybörjare)
- Gosskören
- Nissarna (målbrottsgruppen)
- Gustavi Ungdomskör

## Dirigenter
Göteborgs Domkyrkas Goss- och flickkörer har två olika körledare: Ulrika Melin Lasson, musikkonsulent vid Göteborgs stift som leder Flickkörens aspiranter och Yngre flickkören och Petter Ekberg, körledare i Domkyrkoförsamlingen som leder övriga körgrupper.

## Konsertverksamhet
Alla körerna sjunger regelbundet vid konserter och högmässor och de äldre grupperna har egen konsert- och turnéverksamhet. 
Under åren har goss- och flickkörerna medverkat i en mängd olika sammanhang, de flesta unika men några konserter återkommer från år till år:
- UNGA SJUNGA. Cirka två gånger per termin. Oftast lördagar kl 12, alltid fri entré. Dessa konserter har skiftande karaktär och tematik.
- Lucia- och julkonserterna. Konserter den 13 december och under närmast liggande lördag eller söndag. Samtliga körgrupper medverkar tillsammans med solister och instrumentalister.
- Vi sjunger in julen. Julaftons morgon kl 8 i Domkyrkan.
- Intåg i sommarhagen. Nationaldagskonsert 6 juni kl 18 i Domkyrkan.

### Körtävlingar
Gustavi Ungdomskör deltar regelbundet i internationella körtävlingar. I mars 2017 ligger Gustavi Ungdomskör på 83:e plats i körorganisationen Interkulturs världsranking  och på 23:e plats i klassen barn- och ungdomskörer. Senast i november 2024 vann ungdomskören första pris vid körtävlingen Praga Cantat 

## Diskografi
Under åren har Domkyrkans Goss- och flickkörer släppt ett flertal skivor.  

### Album (i urval)
- Sånger kan bära (2007)
- Lucia, välkommen! (2013)

## Förening
Körernas verksamhet stöds av Föreningen Göteborgs Domkyrkas Goss- och Flickkörer där alla körsångare med familjer är medlemmar och den som vill kan bli stödmedlem.